# Унруохинги
Унруохингите (на немски: Unruochinger) са франкски род, произлизащ от Северна Франция и Белгия. Унруохингите са роднини на Каролингите и владетелстват от 8 до 10 век най-вече на италианска територия.
Известни членове на фамилията:
- Унруох II († пр. 853), син на Унруох I (736-810), фракски благородник; 811 граф, 839 граф на Ternois, след това духовник в манастира Abtei Saint-Bertin, ∞ Енгелтруда (Ингелтруда), дъщеря на Бего I (син на Ротруда, дъщеря на Карлман и внучка на Карл Мартел и Ротруда); и на Алпаис (* 794, † 23 юли 852, извънбрачна дъщеря на Лудвиг Благочестиви Каролинги); от 816 граф на Париж (Матфриди)
  - Беренгар Мъдри от Тулуза (* 800; † 835), граф на Тулуза, херцог на Септимания и граф на Барселона
  - Еберхард († 866) маркграф на Фриули ∞ Гизела, (* края на 819/822; † сл. 1 юли 874), дъщеря на император Лудвиг Благочестиви (Каролинги)
    - Унрох III (* 840; † 874), 866-874 маркграф на Фриули
    - Беренгар I (* 840/845; † 924), 874 маркграф на Фриули, 888 крал на Италия, 915 римски император, ∞ I 880/890 Бертила от Сполето, († 915), дъщеря на херцог Супо II, граф на Камерино, ∞ II 915 Анна († 936)
      - Гизела (* 880/885; † 910/915) ∞ пр. 900 Адалберт I Богатия († 923) маркграф на Иврея 902-923, (Дом Бургундия-Иврея)
        - крал Беренгар II († 966), крал на Италия, римски император

    - Адалхард от Бурк († 1 юли 874) игумен на Cysoing ∞ Сванабурк
      - Еберхард (* 856; † сл. 889), граф на Сюлихгау, 888 граф на Юлихгау ∞ Гизела (дъщеря на граф Валтфред от Верона)
        - Юдит от Фриули, омъжена за Арнулф I, херцог на Бавария (Луитполдинги или Саксонска династия)
          - Юдит Баварска (925–985), омъжена за Хайнрих I, херцог на Бавария (Лиудолфинги или Саксонска династия)